# ProXES
Die ProXES GmbH ist ein mittelständisches Maschinenbauunternehmen in Hameln.

## Geschichte
Die Brüder Kurt (geb. 1884) und Alfred (geb. 1889) Stephan gründeten 1908 in Thurm bei Zwickau eine Elektrowerkstatt, die später in Elektromotorenfabrik K. & A. Stephan GmbH, Thurm, umfirmierte und die sich auf die Entwicklung und Herstellung von Gleich-, Wechsel- und Drehstrommotoren für Pumpen und Webstühle sowie Gebläse, Werkzeugmaschinen, Getriebemotoren (seit 1922), Spezialmotoren für Industrie, Handwerk und Haushalt spezialisierte. 1937 erfolgte die Umwandlung in eine OHG und die Errichtung eines neuen Werkes in der Ortslage von Thurm. Nach der Trennung der Brüder konzentrierte sich Kurt Stephan im angestammten Elektromotorenwerk in Thurm auf die Herstellung elektrischer Maschinen und Geräte, während Alfred Stephan die Produktion im 1938 erbauten Werk unter dem Namen A. & K. Stephan übernahm.
Am 19. April 1945, dem Einmarsch amerikanischer Truppen in Thurm, wurde die Produktion beider Werke eingestellt. Nach dem Wechsel des Ortes von der amerikanischen zur sowjetischen Besatzungszone folgte die Enteignung beider Werke durch Volksentscheid vom 30. Juni 1946 zu Gunsten des Landes Sachsen. 1947 nahm der volkseigene Betrieb VEB Elektromotorenwerke Thurm am alten Standort die Produktion auf. Nach der Reprivatisierung und auch nach einem Wechsel des Eigentümers und der Umgründung in eine GmbH 1990 vertreibt das Unternehmen seine Produkte weiterhin unter dem Markennamen VEM. 1993 wurde die Produktion nach Zwickau verlegt.
1947 wurde in Helmstedt unter dem Namen Elektromotorenwerk Stephan ebenfalls die Produktion wieder aufgenommen und dort bis 1954 betrieben. Zugleich erfolgte 1950 in Hameln die Grundsteinlegung für ein neues Werk, das am 1. März 1951 bezogen und mit 300 Beschäftigten zum neuen Stammwerk wurde. In ihm wurde 1955 der Millionste Elektromotor gefertigt. Im 50. Jahr des Bestehens 1958 war die Zahl der Beschäftigten auf 800 angestiegen.
1985 wurde ein hochpräzises Getriebe für die Robotikindustrie entwickelt. Nach einem wirtschaftlichen Einbruch erfolgte 1993 die Übernahme durch die Brook Hansen-Gruppe, die aus der Hansen SIT hervorging, einer Tochtergesellschaft von Kléber-Colombes (heute: Michelin) zur Herstellung von Riemengetrieben. 2003 firmierte Brook Hansen in Rexnord S.A. PTP Operation um. Ab 2005 wurden mehrere Serien von Präzisionsgetrieben entwickelt. 2008 wurde PTP Industry gegründet.
2011 erfolgte die Übernahme durch die zur indischen Karan Thapar Group gehörende Premium Transmission Ltd.
Im Zuge eines Management-Buy-outs 2013 wurde das Unternehmen aufgespalten in den als Zweigniederlassung der niederländischen Premium Stephan B.V. zur indischen Melior Motion GmbH gehörenden Zweig mit der Produktion von Getrieben für die Robotikindustrie, Getriebeteilen, Flüssigkeitskupplungen und Aufzugsmaschinen. Er wurde 2020 in einen neu errichteten Betrieb an einem anderen Standort in Hameln verlegt. Für ihn wurde 2021 eine selbständige Gesellschaft gegründet, deren Geschäftsführer Daniel Köster und technischer Direktor Achyut Kahade sind.
Der andere Unternehmenszweig, die Stephan Technology GmbH, wurde vom damaligen Management und der Deutschen Beteiligungs AG (DBAG) sowie dem von dieser aufgelegten DB Fund V mit dem Ziel übernommen, eine Gruppe von marktführenden Maschinenbauunternehmen zu formen, die eine Technologie- und Marktführerschaft in der Nahrungsmittelverarbeitung übernehmen. So wurden 2014 die schweizerische FrymaKoruma und 2016 die niederländische Terlet AG übernommen und zu einer Gruppe zusammengeführt, die im Mai 2016 in London als vorteilhaftes Investment angeboten wurde. Am 18. Mai 2017 veräußerten die DBAG sowie ihr Fund V ihre Beteiligungen an die schweizerische Investmentgesellschaft Capvis, einer ehemaligen Gesellschaft der UBS.

### Übernahme durch capvis
2017 übernahm die Investmentgesellschaft capvis die Stephan Machinery GmbH in Hameln sowie eine Reihe weiterer Unternehmen in verschiedenen Ländern zu einem Kaufpreis von insgesamt 262 Millionen Euro. Sie wurden in die 2017 in Hamburg gegründete ProXES GmbH eingegliedert, die seit 2022 in Hameln ansässig ist. Übernommen durch capvis wurden neben dem Hamelner Unternehmen:
- FrymaKoruma AG in Rheinfelden (Schweiz)
- Terlet B.V., Zutphen (Niederlande)
- Suatec GmbH, Büchen, mit Vertriebsgesellschaften in
  - Singapur, Shanghai (China)
  - Lognes (Frankreich)
  - Poznan (Polen)
  - St. Petersburg (Russland)
  - Mundelein (USA)
  - Huntington (U.K.), Almelo (Niederlande)

Den Kauf finanzierte die ProXes GmbH durch ein Gesellschafterdarlehen über 161,9 Millionen Euro und ein Bankdarlehen über 116,1 Millionen Euro. Die Zinszahlungen des Gesellschafterdarlehens in Höhe von 9,2 Millionen Euro jährlich sind endfällig am 31. Dezember 2024, somit insgesamt rund 320 Millionen Euro. Wegen Verletzung der Financial Covenants des Bankdarlehens 2018 mussten 8 Millionen Euro des Gesellschafterdarlehens in Eigenkapital (Rücklagen) umgewandelt und 6 Millionen Euro nachgeschossen werden. Durch einen Ausfall bei der ProXES Asia von 12 Millionen Euro und einer Sonderabschreibung von 57,9 Millionen Euro auf den Firmenwert erhöhte sich der Jahresfehlbetrag im Jahr 2018 auf 76,3 Millionen Euro. Zusammen mit den negativen Ergebnissen der Folgejahre summierte sich der Ergebnisvortrag zum Ende 2021 auf −150,1 Millionen auf. Zugleich ist der Firmenwert von 308,2 Millionen Euro (2017) auf 198 Millionen Euro (2021) zurückgegangen, gleichzeitig stiegen die Umsatzerlöse nur geringfügig über 120 Millionen Euro jährlich hinaus.

## Produktion
In der ProXES Gesellschaft sind drei Marken vereint, die Anlagen und Prozesse für die Lebensmittel-, Pharma-, Kosmetik-, und chemische Industrie bereitstellen.
Bei der Stephan Machinery GmbH in Hameln stehen die Konstruktion und Herstellung von Maschinen und Anlagen für die Lebensmittelindustrie im Vordergrund.
Die zu ProXES gehörige FrymaKoruma erstellt Anlagen zur Verarbeitung pharmazeutischer Wirkstoffe und Cremes sowie Mayonnaise, Ketchup und Schokolade. Hierfür kommt eine spezielle Homogenisierungstechnologie zum Einsatz.
Die zu ProXES gehörige Terlet stellt Behälter für Produktionsprozesse her, unter Anwendung der dabei erforderlichen Vakuum- und Wärmebehandlung sowie der Chargenbemessung in der Lebensmittelindustrie und bei der Herstellung von Körperpflegeprodukten.